# Environment Canada
O Enviroment Canada, legalmente incorporado ao Ministério do Meio Ambiente canadense sob o Ato do Ministério do Meio Ambiente (RS, 1985, c. E-10) é o ministério do governo do Canadá com a responsabilidade de coordenar as políticas e os programas de meio ambiente, assim como preservar e melhorar o ambiente natural e a conservação da vida selvagem.
O Enviroment Canada é o ministério principal do governo canadense quando se trata de limpeza de resíduos perigosos e de derrames de petróleo. O ministério também é responsável pela meteorologia canadense, bem como pelas pesquisas e educação sobre as mudanças climáticas, assim como pela questão do problema ambiental internacional (por exemplo, a questão da poluição do ar entre Canadá e Estados Unidos).
A responsabilidade pela gestão ambiental no Canadá é compartilhada entre os governos federal e estadual/territorial. Por exemplo, os governos provinciais têm autoridade primária para permitir descargas de resíduos industriais (por exemplo, para o ar), enquanto que o governo federal é responsável pela gestão de substâncias tóxicas no país (por exemplo, benzeno). O Enviromental Canada oferece pessoas especializadas do Enviromental Choice Program, que oferece aos consumidores uma rotulagem ecológica para os produtos fabricados no Canadá ou serviços que atendam os padrões internacionais de rotulagem da Global Ecolabelling Network (GEN).
O Enviroment Canada está atualmente (a partir de 2005) sofrendo uma transformação estrutural para centralizar a autoridade, a tomada de decisões e para padronizar a implementação política. John Baird é o atual Ministro do Meio Ambiente.